# Цвях програми
«Цвях програми» (рос. «Гвоздь программы») — радянський короткометражний чорно-білий художній фільм 1955, знятий на кіностудії «Ленфільм».

## Сюжет
Голова колгоспу Іван Кузьмич, посилаючись на термінові роботи, не відпускає учасників художньої самодіяльності на районний огляд. У село приїжджає бригада артистів філармонії, але їх концерт під загрозою зриву: від поїзда відстав танцюрист і співак — «цвях програми». Завідуюча клубом Дуняша пропонує замінити артиста шофером Сенєй Перепьолкіним. Частівки і танці Перепьолкіна вражають всіх присутніх на концерті — і приголомшений Іван Кузьмич відпускає Дуняшу з колективом на районний огляд.

## У ролях
- Гліб Селянин — Сеня Перепьолкін
- Муза Крепкогорська — Дуняша
- Василь Меркур'єв — Іван Кузьмич
- Валентина Романова — керівник групи артистів
- Михайло Іванов — гример
- Борис Льоскін — Жорж Огурчіков
- Борис Кудряшов — Єгорович

## Знімальна група
- Режисер і сценарист — Микола Лебедєв
- Оператор — Віталій Чулков
- Композитори — Олександр Владимирцов, Георгій Носов
- Художник — Михайло Кроткін